# 12139 Tomcowling
12139 Tomcowling è un asteroide della fascia principale. Scoperto nel 1960, presenta un'orbita caratterizzata da un semiasse maggiore pari a 2,3205040 UA e da un'eccentricità di 0,1214877, inclinata di 3,07511° rispetto all'eclittica.